# Cara oculta de la Lluna

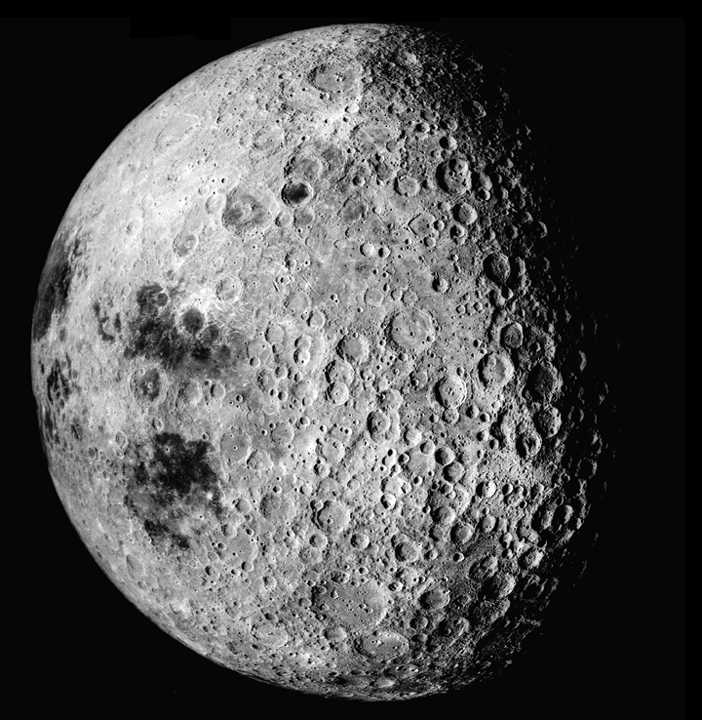
Fotografia de la cara oculta de la Lluna

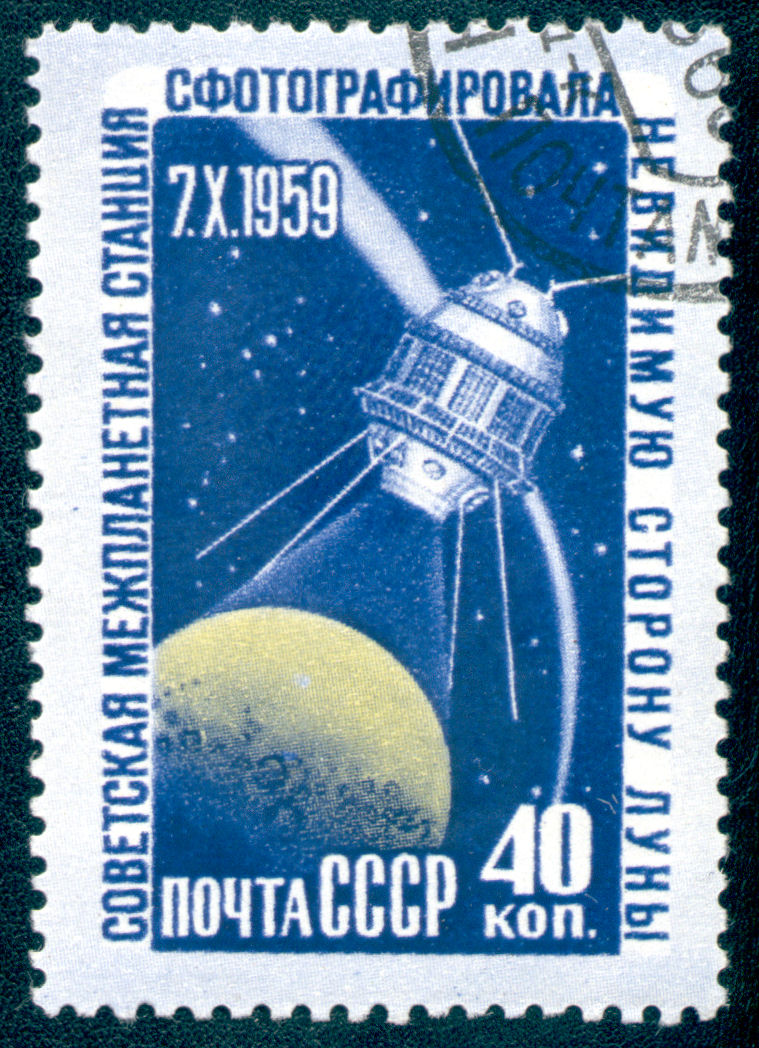
Segell de l'URSS de 1959 commemorant la primera fotografia de la cara oculta de la Lluna

La cara oculta de la Lluna és l'hemisferi de la Lluna no observable des de la Terra. A causa de les libracions, des de la Terra se'ns oculta el 41% de la superfície lunar (és a dir, uns 15,5 milions de km²).

## Història
Aquest hemisferi va romandre ocult a la vista humana fins que la sonda automàtica soviètica Luna 3 la va fotografiar per primer cop el 10 d'octubre de 1959 Com que la Lluna tarda el mateix temps en fer una volta sobre si mateixa que al voltant de la Terra, presenta sempre la mateixa cara. Això és conseqüència del fet que la Terra, per un efecte anomenat gradient gravitatori, ha frenat completament la Lluna. La majoria de satèl·lits regulars presenten aquest fenomen respecte als seus planetes.
En els programes d'establiment d'una base lunar estable, s'ha planejat utilitzat l'hemisferi ocult per la instal·lació d'instruments d'observació destinats a l'estudi del firmament, ja que aquest hemisferi està més protegit de la influència de la Terra que l'hemisferi visible.

## Geografia
Es tracta d'una zona molt més accidentada que l'hemisferi visible, perquè sempre està encarada a l'espai i, per tant, més exposada a la caiguda de bòlids errants, fenomen que no ocorre amb tanta probabilitat a la cara visible, ja que el potent camp gravitatori de la Terra va netejant el camí lunar d'aquest tipus de partícules.
En aquest hemisferi no existeixen grans mars com en el visible, únicament es localitzen el mar Moscoviense, el mar Orientale i el mar Ingenii, compartint així mateix el Mare Australe amb l'hemisferi visible, tot i que les conques són de bastant menor grandària que les d'aquest, podent-hi trobar alguna conca, com l'Apolo, de fins a 520 km de diàmetre. Com que han sigut les naus soviètiques les primeres a fotografiar aquesta cara lunar, la majoria dels accidents tenen noms de científics i personatges russos.